# Зиллур Рахман
Зиллур Рахман (бенг. জিল্লুর রহমান; 9 марта 1929 — 20 марта 2013) — бангладешский политический и государственный деятель. Президент Бангладеш.

## Биография
Родился в семье адвоката. Получил образование на историческом и юридическом факультетах Университета Дакки. В 1952 году присоединился к бенгальскому освободительному движению. В 1970 году был избран в парламент Пакистана, частью которого тогда являлся Бангладеш. Был активным сотрудником непризнанного национального правительства Бангладеш.
После провозглашения независимости страны продолжил участие в политике, был генеральным секретарём «Лиги Авами». Член парламента Бангладеш с 1973 года. После убийства президента Муджибура Рахмана подвергся репрессиям со стороны нового военного руководства страны.
Занимал министерские посты в правительстве «Лиги Авами» под руководством Хасины Вазед в 1996—2001 годах. После возвращения её к власти в 2009 году стал президентом Бангладеш (поскольку он являлся единственным зарегистрированным кандидатом на выборах, то был провозглашён президентом 12 февраля 2009 года без проведения голосования).
Был женат на активистке «Авами Лиг», убитой террористами в 2004 году. Умер 20 марта 2013 года в возрасте 84 лет в одной из сингапурских больниц. Незадолго до смерти был госпитализирован из-за проблем с дыханием.